# Ignacio María González
Ignacio María "Nacho" González Gatti (født 14. maj 1982 i Montevideo) er en uruguayansk fodboldspiller som spiller for den uruguayanske klub Montevideo Wanderers. Han har tidligere spillet for Nacional og Danubio, samt i en lang række europæiske fodboldklubber som AS Monaco, Valencia CF og Newcastle United.

## Landshold
González nåede i sin tid som landsholdsspiller (2006-2010) at spille 18 kampe og score et enkelt mål for Uruguays landshold, som han blandt andet var med til at føre frem til semifinalerne ved VM i 2010 i Sydafrika.